# Folkhemmet
Folkhemmet è un concetto politico che ha svolto un ruolo importante nella storia del Partito Socialdemocratico dei Lavoratori di Svezia e nello stato sociale svedese. Si usa anche in riferimento al periodo 1932-76 durante il quale i socialdemocratici erano al potere e il concetto è stato messo in pratica. Qualcuno lo usa anche in riferimento alla "via di mezzo svedese" tra modelli capitalisti e comunisti.
I leader socialdemocratici Ernst Wigforss e Per Albin Hansson negli anni trenta sono considerati i principali architetti del folkhemmet, ispirato da Rudolf Kjellén. A mettere in pratica il concetto sono stati soprattutto i primi ministri Tage Erlander (anni 1940-60) e Olof Palme (anni sessanta e settanta), ma anche Hjalmar Branting venuto in contatto con il concetto mentre era studente all'Università di Uppsala.

## Storia
Hansson ha introdotto il concetto nel 1928, affermando che la Svezia avrebbe dovuto diventare una buona casa, caratterizzata da maggiore uguaglianza e comprensione reciproca, e sostenendo che la tradizionale società classista avrebbe dovuto essere rimpiazzata da una società ispirata al folkhemmet.
Il concetto è stato proposto in un momento in cui il partito socialdemocratico stava abbandonando l'idea di lotta di classe, in precedenza adottata dal movimento socialdemocratico, per abbracciare l'idea di economia pianificata adattata al caso svedese, idea definita Funktionssocialism, nel quale l'attività imprenditoriale era regolamentata anziché gestita direttamente dallo stato. L'idea affermava che il governo dovesse avere un maggior controllo sugli individui allo scopo di migliorare il benessere dei cittadini. 
Una buona scuola era considerata particolarmente importante per costruire la nuova società. Di conseguenza la Svezia divenne uno dei primi stati a offrire la scuola gratis a tutti i livelli, incluse le università pubbliche. Inoltre si offrì anche un sistema sanitario gratuito insieme ad altri servizi.

## Il contributo di Myrdal
Negli anni trenta l'ingegneria sociale divenne una parte importante del folkhemmet. Il libro di Alva e Gunnar Myrdal del 1934 Kris i befolkningsfrågan ispirò le scelte necessarie a fronte della crescita della popolazione. In quel periodo si realizzarono una serie di cambiamenti inclusi l'espansione del settore pubblico, le politiche economiche di Wigfors, la riforma delle pensioni di Gustav Möller, e le politiche per la casa di Gunnar Myrdal. 
Negli anni quaranta e cinquanta, furono demolite le vecchie case sovraffollate abitate dai più poveri, e si sostituirono con case più moderne, dotate di bagni e finestre in ogni stanza per far entrare la luce. Allo stesso modo nuovi progetti edilizi per la classe lavoratrice vennero realizzati negli anni sessanta e settanta per soddisfare le esigenze di una popolazione in crescita nell'ambito del cosiddetto Programma Milione. 
Alva e Gunnar Myrdal suggerirono una serie di programmi per aiutare le famiglie, ma anche regole per la sterilizzazione obbligatoria, allo scopo anzitutto di prevenire il disagio e la malattia mentale. Per questa ragione tali politiche ottennero il sostegno governativo. Oltre 60.000 persone vennero sterilizzate fino al 1976. E in seguito lo stato ha pagato i danni a chi ha subito tale trattamento.